# Loni Anderson

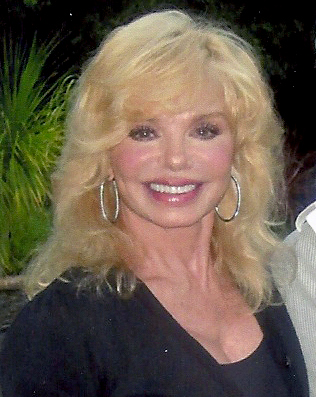
Loni Anderson (2012)

Loni Kaye Anderson (* 5. August 1945 in Saint Paul, Minnesota; † 3. August 2025 in Los Angeles, Kalifornien) war eine US-amerikanische Schauspielerin. Sie wurde dreimal für den Golden Globe und zweimal für den Emmy nominiert.

## Biografie
Anderson wurde 1945 als Tochter von Carl Anderson und Maxine Kallin in Saint Paul geboren. Sie begann 1963 ein Kunststudium an der University of Minnesota.
Anderson debütierte in einer Folge der Fernsehserie Die knallharten Fünf aus dem Jahr 1975, in der sie Miss Texas spielte. Von 1978 bis 1982 hatte sie in der Fernsehserie WKRP in Cincinnati eine der Hauptrollen als Jennifer Elizabeth Marlowe, die Empfangsdame des Radiosenders WKRP. Für diese Rolle wurde sie 1980, 1981 und 1982 für den Golden Globe Award und 1980 und 1981 für den Emmy Award nominiert.

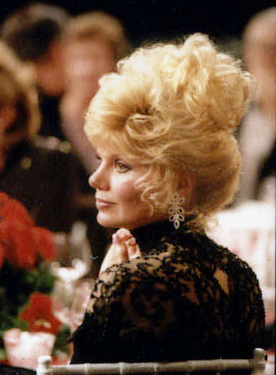
Loni Anderson, 1985

Im Fernsehfilm Die Jayne Mansfield Story spielte sie 1980 die bei einem Autounfall verunglückte Schauspielerin Jayne Mansfield. An ihrer Seite war der als Schauspieler noch wenig bekannte Arnold Schwarzenegger als Mansfields Ehemann Mickey Hargitay zu sehen. Viele Jahre nach diesem Film spielte sie in dem Western Das Gesetz im Nacken (1994) neben Mariska Hargitay, der Tochter von Mansfield und Hargitay.
In der Actionkomödie Der rasende Gockel (1983) spielte Anderson an der Seite von Burt Reynolds und Ned Beatty. Für diese Rolle wurde sie 1984 in zwei Kategorien für die Goldene Himbeere nominiert. In der Komödie Paradies auf Probe (1986), im Fernsehthriller Mit dem Tod verbunden (1989), in der Komödie Munchie (1992) und im Fernsehdrama Tödliche Familiengeheimnisse (1995) übernahm sie jeweils eine der Hauptrollen. In der Actionkomödie Ninja Kids – Mission Freizeitpark (1998) spielte sie neben Hulk Hogan.
2017 war sie nach etlichen Rollen in Fernsehserien das erste Mal seit 1998 wieder in einem Film zu sehen. In der Fernsehkomödie Love You More spielte sie neben der Komikerin Bridget Everett. In ihrer letzten Rolle war sie 2023 in der Fernsehproduktion Ladies of the '80s: A Divas Christmas zu sehen. Ihr Schaffen für Film und Fernsehen umfasst mehr als 60 Produktionen.

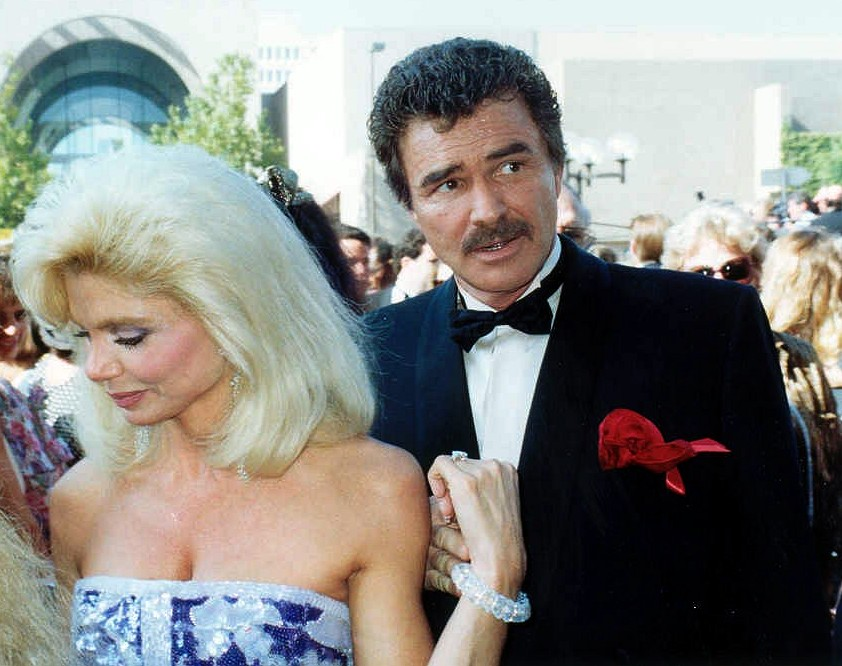
Loni Anderson mit ihrem Ehemann Burt Reynolds bei der Emmy-Verleihung 1991

### Privatleben
Mit 18 Jahren heiratete sie 1964 ihren Kommilitonen Bruce Hasselbeck. Kurze Zeit später kam eine Tochter zur Welt, und 1966 wurde die Ehe geschieden. Von 1973 bis 1981 war sie mit dem Schauspieler Ross Bickell verheiratet und von 1988 bis 1994 mit Burt Reynolds, mit dem sie 1988 einen Jungen adoptierte. Das letzte Scheidungsverfahren dauerte 22 Jahre. Ab 2008 war sie mit dem Musiker Bob Flick verheiratet.
Loni Anderson starb im August 2025 im Alter von 79 Jahren in Los Angeles.

## Filmografie (Auswahl)
- 1975: Die knallharten Fünf (S.W.A.T., Fernsehserie, 2 Folgen)
- 1975: Der Unsichtbare (The Invisible Man, Fernsehserie, Folge 1x03)
- 1975: Make-up und Pistolen (Police Woman, Fernsehserie, Folge 2x08)
- 1976: Vigilante Force – Das Gesetz sind wir (Vigilante Force)
- 1976: Barnaby Jones (Fernsehserie, 2 Folgen)
- 1977–1980: Love Boat (The Love Boat, Fernsehserie, 4 Folgen)
- 1978: Das Glück wohnt auf Hawaii (Three on a Date, Fernsehfilm)
- 1978: Der unglaubliche Hulk (The Incredible Hulk, Fernsehserie, Folge 1x05)
- 1978: Herzbube mit zwei Damen (Three’s Company, Fernsehserie, Folge 2x25)
- 1978–1982: WKRP in Cincinnati (Fernsehserie, 89 Folgen)
- 1980: Die Jayne Mansfield Story (The Jayne Mansfield Story, Fernsehfilm)
- 1980: Fantasy Island (Fernsehserie, Folge 4x05 Die trügerische Vergangenheit)
- 1983: Der rasende Gockel (Stroker Ace)
- 1984: Ein Single kommt selten allein (The Lonely Guy) (Cameo-Auftritt)
- 1984: Caulfields Witwen – Ein Duo mit Charme (Partners in Crime, Fernsehserie, 13 Folgen)
- 1985: Ein Brief mit Konsequenzen (A Letter to Three Wives, Fernsehfilm)
- 1985: Unglaubliche Geschichten (Fernsehserie, Folge 1x10 Die Himmlischen)
- 1986: Paradies auf Probe (Stranded, Fernsehfilm)
- 1986–1987: Dieses süße Leben (Easy Street, Fernsehserie, 22 Folgen)
- 1988: Marcie – Eine Frau sieht rot (Necessity, Fernsehfilm)
- 1988: Eine tödliche Affäre (Too Good to Be True, Fernsehfilm)
- 1989: Mit dem Tod verbunden (Sorry, Wrong Number, Fernsehfilm)
- 1989: Charlie – Alle Hunde kommen in den Himmel (All Dogs Go to Heaven, Stimme von Flo)
- 1990: B.L. Stryker (Fernsehserie, Folge 2x05)
- 1990: Zeit der Glückseligkeit (Coins in the Fountain, Fernsehfilm)
- 1992: Hass kennt kein Erbarmen (The Price She Paid, Fernsehfilm)
- 1992: Munchie
- 1993–1994: Hallo Schwester! (Nurses, Fernsehserie, 22 Folgen)
- 1994: Munchie – Der witzige Außerirdische (Munchie Strikes Back)
- 1994: Das Gesetz im Nacken (Gambler V: Playing for Keeps, Fernsehfilm)
- 1995: Tödliche Familiengeheimnisse (Deadly Family Secrets, Fernsehfilm)
- 1994: Tod aus dem All (Without Warning, Fernsehfilm)
- 1996: Melrose Place (Fernsehserie, 3 Folgen)
- 1997: Sabrina – Total Verhext! (Sabrina, the Teenage Witch, Fernsehserie, Folge 2x09 Witch Trash)
- 1998: Ninja Kids – Mission Freizeit Park (Mega Mountain Mission)
- 1998: A Night at the Roxbury
- 1998: Clueless – Die Chaos-Clique (Clueless, Fernsehserie, Folge 2x13 Der Karriere-Tag)
- 1999: V.I.P. – Die Bodyguards (V.I.P., Fernsehserie, Folge 2x07 Stop or Val’s Mom Will Shoot)
- 2003–2004: The Mullets (Fernsehserie, 11 Folgen)
- 2006: So noTORIous (Fernsehserie, 8 Folgen)
- 2016: Baby Daddy (Fernsehserie, Folge 5x17)
- 2016–2020: My Sister Is So Gay (Fernsehserie, 13 Folgen)
- 2017: Love You More (Fernsehfilm)
- 2023: Ladies of the ’80s – A Divas Christmas (Fernsehfilm)